# Ofelbarhetsdogmen
Ofelbarhetsdogmen är Romersk-katolska kyrkans lära om påvens ofelbarhet.
Läran fastslogs av Första Vatikankonciliet år 1870, men förekom redan i medeltida teologi och var den dominerande synen vid tiden för motreformationen.

## Innebörd
Innebörden av dogmen är att när påven: 
1. offentligen,
2. på ett särdeles högtidligt sätt (ex cathedra),
3. under uttryckligt åberopande av sitt herde- och läroämbete över hela den världsvida kyrkan uttalar sig om kyrkans lära ifråga om trosfrågor eller moralfrågor och
4. på ett för hela kyrkan förpliktande sätt,

är detta uttalande ofelbart, det vill säga tillförlitligt, "i sig [ex sese] – och inte genom kyrkans instämmande".
Uttalandet har givits olika tolkningar. Enligt en uppfattning får ett sådant uttalande sin giltighet genom påvens auktoritet. Men eftersom det kan uppfattas som att det är påven som gör något sant har denna uppfattning också ibland förkastats. Istället skulle konciliets uttalande förstås så att de "ofelbara" uttalandena är sanna så att säga i kraft av just sin sanning och inte i kraft av (den övriga) kyrkans instämmande; men med den synen är det heller inte påven som gör det sanna sant. Påvens "ofelbarhet" skulle således inte vara konstitutiv, utan blott deklaratorisk.
Enligt katolsk teologi beskriver dogmen även lärobeslutsprocesser som föregått den dogmatiska definitionen från 1870, men vars exakta mekanism och avgränsningar först nu fastslogs. Då den katolska läran omfattar en subtil hierarki av visshetsgrader kan det understundom vara svårt att veta när en given lärosats uppnått den högsta visshetsnivån. Klart är dock, ur katolsk officiell synpunkt, att påvarna definierat lärosatser ex cathedra vid minst två tillfällen, nämligen då Pius IX 1854 uttalade att Jungfru Marias obefläckade avlelse var en katolsk trossanning och då Pius XII 1950 fastställde dogmen om Jungfru Marias kroppsliga upptagande till himmelen (de ortodoxa talar istället om Marias dormition eller saliga avsomnande). Det har hävdats att även Johannes Paulus II:s uttalande rörande vigning av kvinnor till prästämbetet skulle uppfylla de av Vaticanum I fastställda kriterierna, men eftersom Johannes Paulus II inte uttryckligen gjorde anspråk på ofelbarhet — ofelbarheten har senare tillagts tolkningsvis av vissa teologer och kyrkoföreträdare — är det osannolikt att påvens uttalande om kvinnors utestängande från prästämbetet uppfyller kraven på "ofelbarhet".
Ordet ”ofelbar” innebär inte personlig fullkomlighet eller frihet från synd, eftersom endast Kristus (och i viss mån Jungfru Maria – jämför läran om Jungfru Marias obefläckade avlelse) enligt katolsk lära kan ha de egenskaperna. Istället syftar det på att påven i kraft av sitt apostoliska ämbete och den helige Andes bistånd kan förmedla den sanna läran utan felaktigheter när han uttalar sig från den påvliga lärostolen (ex cathedra) och å hela kyrkans vägnar. I det löpande arbetet utfärdade påvliga skrivelser av olika slag eller påvens predikningar, föreläsningar och uttalanden i allmänhet är således inte ”ofelbara” i denna teologiskt precisa mening, men åtnjuter samtidigt stor auktoritet. En ännu inte uppklarad teologisk svårighet med ofelbarhetsdogmen är hur den förhåller sig till den fria viljan (liberum arbitrum). Om dogmen innebär att påven när han uttalar sig ex cathedra inte kan utöva sin fria vilja – och därmed, om han har ont uppsåt, missbruka sin ställning och såsom ofelbart hävda vad som inte är sant – är den inte förenlig med historisk katolsk uppfattning om alla människors fria vilja och möjlighet till synd.
Andra Vatikankonciliet 1962–1965 fortsatte det arbete med frågan om kyrkans natur som avbrutits när Vaticanum I till följd av inre politisk oro i Italien måst avbrytas. Någon ny dogm fastställdes inte. Däremot gjordes tidigare konciliära utläggningar av kyrkan mera komplett i det kyrkans ofelbarhet och biskoparnas gemensamma ansvar för kyrkan, kollegialitet, framhävdes jämte påveämbetet.

## Historisk bakgrund
Dogmen som återfinns i den apostoliska konstitutionen Pastor aeternus antogs den 18 juli 1870 vid det Första Vatikankonciliet i Rom 1869–1870 med rösterna 433 för och 2 emot. Under föregående debatter hade tre läger uppstått: det ena ville hävda en påvens ofelbarhet i samtliga lärouttalanden; det andra försvarade den definition som konciliet fastslog; det tredje godtog över huvud taget ingen ofelbarhet knuten till påveämbetet. Påve Pius IX syns ha lutat åt den förstnämnda ståndpunkten,[källa behövs] som alltså inte segrade. Dagen före beslutet hade 62 delegater som var emot dogmen, bland annat företrädare för flera av de katolska östkyrkorna (se romersk rit), lämnat kyrkomötet.
Huruvida ofelbarhetsdogmen ledde till den av påven eftersträvade förstärkningen av påvemakten och kyrkan är oklart.
Som en följd av dogmen om påvens ofelbarhet uppstod gammalkatolska kyrkan, som inte godtog dogmen. År 1889 bildade denna med Utrechtkyrkan Utrechtunionen. Den i Europa och Amerika bland protestanter och antikyrkliga starka antipapismen förmildrades heller inte.
Det har från icke-katolskt håll anförts att beslutet vid Första Vatikankonciliet kan anses vara ogiltigt.[källa behövs] De närvarande biskoparna skall ha saknat full beslutsfrihet, och de ortodoxa kyrkornas patriarker (Antiochia, Konstantinopel, Moskva) medverkade inte vid mötet. Dogmen, som är romersk-katolsk troslära, godtas inte av andra kyrkor och kristna samfund.